# Henri Leconte
Henri Leconte (4 de julho de 1963, Lillers, Pas-de-Calais) é um ex-tenista profissional francês. Ele é lembrado por ter alcançado a final masculina simples de Roland-Garros em 1988, por ter vencido Roland-Garros em duplas em 1984 e por ajudar a França a ganhar a Copa Davis de 1991.
Leconte aposentou-se profissionalmente das quadras em 1996, tendo vencido um total de nove títulos simples e dez títulos em duplas. Jogando no circuito da ATP para mais de 35 anos, Leconte formou uma memorável parceria com o tenista iraniano Mansour Bahrami.
Leconte é diretor de uma companhia de eventos (HL Event) com sede na Bélgica.

## Major finais

### Grand Slam finais

#### Simples: 1 (0–1)
| Resultado | Ano  | Campeonato       | Piso   | Oponente      | Placar        |
| Vice      | 1988 | Aberto da França | Saibro | Mats Wilander | 5–7, 2–6, 1–6 |

#### Duplas: 2 (1–1)
| Resultado | Ano  | Campeonato       | Piso   | Parceiro     | Oponente                | Placar                      |
| Campeão   | 1984 | Aberto da França | Saibro | Yannick Noah | Pavel Složil Tomáš Šmíd | 6–4, 2–6, 3–6, 6–3, 6–2     |
| Vice      | 1985 | US Open          | Duro   | Yannick Noah | Ken Flach Robert Seguso | 7–6(5), 6–7(1), 6–7(6), 0–6 |

### Masters Series finais

#### Duplas: 2 (1–1)
| Resultado | Ano  | Campeonato   | Piso | Parceiro   | Oponente                   | Placar           |
| Vice      | 1991 | Indian Wells | Duro | Guy Forget | Jim Courier Javier Sánchez | 6–7(1), 6–3, 3–6 |
| Campeão   | 1993 | Indian Wells | Duro | Guy Forget | Luke Jensen Scott Melville | 6–4, 7–5         |

## Títulos em simples (9)
| No. | Data | Torneio             | Superfície | Adversário na final | Resultado          |
| 1.  | 1982 | Estocolmo, Suécia   | Dura (i)   | Mats Wilander       | 7-6, 6-3           |
| 2.  | 1984 | Stuttgart, Alemanha | Saibro     | Gene Mayer          | 7-6, 6-0, 1-6, 6-1 |
| 3.  | 1985 | Nice, França        | Saibro     | Victor Pecci        | 6-4, 6-4           |
| 4.  | 1985 | Sydney, Austrália   | Grama      | Kelly Evernden      | 6-7, 6-2, 6-3      |
| 5.  | 1986 | Genebra, Suíça      | Saibro     | Thierry Tulasne     | 7-5, 6-3           |
| 6.  | 1986 | Hamburgo, Alemanha  | Saibro     | Miloslav Mečíř      | 6-7, 5-7, 6-4, 6-2 |
| 7.  | 1988 | Nice, França        | Saibro     | Jerome Potier       | 6-2, 6-2           |
| 8.  | 1988 | Bruxelas, Bélgica   | Carpete    | Jakob Hlasek        | 7-6, 7-6, 6-4      |
| 9.  | 1993 | Halle, Alemanha     | Grama      | Andriy Medvedev     | 6-2, 6-3           |

### Finais perdidas em simples (7)
| No. | Data | Torneio              | Surperfície | Adversário na final | Resultado     |
| 1.  | 1983 | Kitzbühel, Áustria   | Saibro      | Guillermo Vilas     | 7-6, 4-6, 6-4 |
| 2.  | 1983 | Sydney, Austrália    | Dura (i)    | John McEnroe        | 6-1, 6-4, 7-5 |
| 3.  | 1984 | Memphis, EUA         | Carpete     | Jimmy Connors       | 6-3, 4-6, 7-5 |
| 4.  | 1985 | Sydney, Austrália    | Dura (i)    | Ivan Lendl          | 6-4, 6-4, 7-6 |
| 5.  | 1986 | Bristol, Inglaterra  | Grama       | Vijay Amritraj      | 7-6, 1-6, 8-6 |
| 6.  | 1988 | Hamburgo, Alemanha   | Saibro      | Kent Carlsson       | 6-2, 6-1, 6-4 |
| 7.  | 1988 | Roland-Garros, Paris | Saibro      | Mats Wilander       | 7-5, 6-2, 6-1 |